# Simona Ventura
Simona Ventura (n. 1 aprilie 1965, Bentivoglio, Emilia-Romagna, Italia) este o moderatoare de televiziune italiană.